# Иван Буљубашић
Иван Буљубашић (Макарска, СФРЈ, 30. октобар 1987) је хрватски ватерполиста. Тренутно наступа за Младост. Игра на позицији бека.
Са репрезентацијом Хрватске је освојио бронзане медаље на светским првенствима 2009. у Риму и 2011. у Шангају и златну медаљу на Европском првентву 2010. у Загребу.